# Гарячий Ключ
Гарячий Ключ — місто крайового підпорядкування в Краснодарському краї Росії. Розташоване на північних схилах західної частини Головного Кавказького хребта на річці Псекупс. Гарячий Ключ — бальнеологічний курорт, один із найстаріших на Кавказі — з 1864.
Населення міста — 41,4 тис. (2023). Загальне населення муніципального утворення — 67,3 тис. (2023).

## Географія
Територія муніципального утворення Гарячий Ключ складається з безпосередньо міської території, а також 7 сільських адміністративних округів (всього 31 населений пункт). Загальна площа — 1755,6 км²;. Понад 70 % території вкрите листяним лісом. У південній частині розташовано Гаряче-Ключевський державний заповідник.

## Транспорт
- Територією міста проходить автомобільна траса Краснодар — Джубга. Відстань до Краснодару — 45 км, до Джубги — 65 км)
- Залізнична станція. Електропоїзди до Краснодару і Туапсе. Розклад електропоїздів складено так, що, роблячи пересадку в Гарячому Ключі, можна доїхати з Краснодара до Чорноморського узбережжя.

## Клімат, курорт
Клімат помірно континентальний. Середня температура січня: +1,8 С°, липня +20С°. Опадів близько 900 мм на рік.
| Клімат у Гарячому Ключі | Клімат у Гарячому Ключі | Клімат у Гарячому Ключі | Клімат у Гарячому Ключі | Клімат у Гарячому Ключі | Клімат у Гарячому Ключі | Клімат у Гарячому Ключі | Клімат у Гарячому Ключі | Клімат у Гарячому Ключі | Клімат у Гарячому Ключі | Клімат у Гарячому Ключі | Клімат у Гарячому Ключі | Клімат у Гарячому Ключі | Клімат у Гарячому Ключі |
| Показник                | Січ.                    | Лют.                    | Бер.                    | Квіт.                   | Трав.                   | Черв.                   | Лип.                    | Серп.                   | Вер.                    | Жовт.                   | Лист.                   | Груд.                   | Рік                     |
| Абсолютний максимум, °C | 18,1                    | 24,0                    | 28,2                    | 32,0                    | 32,2                    | 35,0                    | 38,0                    | 37,2                    | 36,4                    | 31,0                    | 26,9                    | 23,0                    | 38,0                    |
| Середній максимум, °C   | 5,0                     | 5,5                     | 9,1                     | 16,1                    | 21,2                    | 25,0                    | 27,6                    | 27,5                    | 22,8                    | 16,8                    | 11,4                    | 7,3                     | 16,3                    |
| Середня температура, °C | 1,8                     | 2,1                     | 5,2                     | 11,6                    | 16,6                    | 20,5                    | 23,1                    | 22,9                    | 18,1                    | 12,4                    | 7,9                     | 4,2                     | 12,2                    |
| Середній мінімум, °C    | −1,4                    | −1,2                    | 1,3                     | 7,2                     | 12,1                    | 16,0                    | 18,7                    | 18,3                    | 13,5                    | 8,1                     | 4,5                     | 1,1                     | 8,2                     |
| Абсолютний мінімум, °C  | −29                     | −27,2                   | −24,6                   | −2,3                    | −1                      | 4,0                     | 9,8                     | 7,0                     | 1,9                     | −8                      | −23,4                   | −20,9                   | −29                     |
| Норма опадів, мм        | 92                      | 76                      | 69                      | 63                      | 69                      | 81                      | 64                      | 71                      | 63                      | 64                      | 90                      | 102                     |                         |
| ----------------------- | ----------------------- | ----------------------- | ----------------------- | ----------------------- | ----------------------- | ----------------------- | ----------------------- | ----------------------- | ----------------------- | ----------------------- | ----------------------- | ----------------------- | ----------------------- |

На курорті Гарячий Ключ використовуються води кількох видів: термальні (до +60 С°) сульфідні хлоридно-гідрокарбонатні натрієві — для ванн при захворюваннях органів руху опори, периферичної нервової системи, гінекологічних хворобах. Сульфідні гідрокарбонатні натрієві і хлоридні натрієві з низькою температурою води і меншим змістом сірководню — для питного лікування і бальнеотерапевтичних процедур при захворюваннях органів травлення.
Санаторії «Горячий Ключ», «Предгорье Кавказа», «Изумрудный», «Россия», будинки відпочинку і пансіонати.
Заплановано створення першого в Росії термального комплексу, проект розробляється із залученням фахівців Баден-Бадену.

## Історія
До другої половини XIX ст. на місці міста було адизьке (черкеське) поселення Псифаб (адигейською мовою — «гаряча вода»). У 1860-х роках, у зв'язку з активізацією військових дій з боку Росії, корінне населення було виселене до Османської імперії (див. Кавказька війна, Кавказьке мухаджирство).
- 1864 — Заснування курорту — були побудовані військовий шпиталь, купальня, розбитий парк
- 1930 — Містечку Гарячий Ключ присвоєно статус курортного селища.
- 1942 — 28 січня 1943 — фашистська окупація.
- 1965 — Селище одержало статус міста.

## Адміністративний устрій
До складу муніципального утворення місто Гарячий Ключ входять:
- місто Гарячий Ключ та 7 сільських округів:

- Бакинський — станиця Бакинська
- Безіменний — селище Мирний
- Імеретинський — станиця Імеретинська
- Кутаїський — селище Кутаїс
- Саратовский — станиця Саратовська
- Суздальський — станиця Суздальська
- Чорноморський — селище Первомайський

## Економіка
- Курорт
- Завод із розливу мінеральних вод
- Лісокомбінат
- Меблева фабрика
- Нафтова промисловість
- Бордюрний завод

## Культура, пам'ятки
- Комплекс будинків санаторію «Гарячий Ключ» — пам'ятник архітектури
- Іверське джерело, Іверська каплиця
- Пам'ятки природи і археології (всього 160 одиниць):
  - Велика Фанагорійська (Сталактитова) печера;
  - Городище в Поднависла (річка Чепсі, джерело Монастирського струмка — кориточний дольмен) — вдп. Кесух;
  - Аюкський водоспад
  - Водоспад на Задубного Караулка
  - Каверзинський водоспад
  - Дантово ущелина
  - Звонська печера
  - Богатирські печери
  - Скеля Зеркало і руде залізисте джерело
  - Богатирські печери (кемпінг «Міжгір'я»);
  - Скеля Катакомба (Курортна ущелина);
- Щорічний музичний фестиваль PRO-РОК (до 2005 року).

## Люди
В місті народилася Алейникова Галина Матвіївна — гірничий інженер.